# Triclistus congoensis
Triclistus congoensis är en stekelart som beskrevs av Pierre L. G. Benoit 1955. Triclistus congoensis ingår i släktet Triclistus och familjen brokparasitsteklar. Inga underarter finns listade i Catalogue of Life.